# Halterofilismo nos Jogos Paralímpicos de Verão de 2008
O levantamento de peso nos Jogos Paraolímpicos de Verão de 2008 foi disputado entre 9 e 16 de setembro. As competições foram realizadas no Ginásio da Universidade Beihang, em Pequim, na China.

## Calendário
| Setembro             | 6 | 7 | 8 | 9 | 10 | 11 | 12 | 13 | 14 | 15 | 16 | 17 |
| -------------------- | - | - | - | - | -- | -- | -- | -- | -- | -- | -- | -- |
| Levantamento de peso |   |   |   | 3 | 4  | 2  |    | 3  | 4  | 2  | 2  |    |

|  | Dia de competição |  | Dia de final |

## Eventos
A competição é divida em 20 categorias, 10 para os homens e 10 para as mulheres.
| Masculino - -48 kg - -52 kg - -56 kg - -60 kg - -67,5 kg - -75 kg - -82,5 kg - -90 kg - -100 kg - +100 kg | Feminino - -40 kg - -44 kg - -48 kg - -52 kg - -56 kg - -60 kg - -67,5 kg - -75 kg - -82,5 kg - +82,5 kg |

## Qualificação

### Classe funcional
Como no halterofilismo convencional os atletas são categorizados pelo peso corporal podendo compertir atletas com deficiência física nos membros inferiores ou paralisia cerebral. Os atletas precisam ter a capacidade de estender por completo os braços com no máximo 20 graus de perda em ambos os cotovelos para o movimento se tornar válido de acordo com as regras.

## Medalhistas
| Ordem | País                         | Medalha de ouro | Medalha de prata | Medalha de bronze | Total |
| ----- | ---------------------------- | --------------- | ---------------- | ----------------- | ----- |
| 1     | China (CHN)                  | 9               | 2                | 3                 | 14    |
| 2     | Egito (EGY)                  | 4               | 3                | 3                 | 10    |
| 3     | Nigéria (NGR)                | 2               | 3                | 1                 | 6     |
| 4     | Irã (IRI)                    | 2               | 2                | 1                 | 5     |
| 5     | México (MEX)                 | 1               | 0                | 2                 | 3     |
| 6     | Taipé Chinês (TPE)           | 1               | 0                | 0                 | 1     |
| 6     | Ucrânia (UKR)                | 1               | 0                | 0                 | 1     |
| 8     | Rússia (RUS)                 | 0               | 4                | 0                 | 4     |
| 9     | Iraque (IRQ)                 | 0               | 1                | 1                 | 2     |
| 9     | Jordânia (JOR)               | 0               | 1                | 1                 | 2     |
| 9     | Polônia (POL)                | 0               | 1                | 1                 | 2     |
| 12    | Austrália (AUS)              | 0               | 1                | 0                 | 1     |
| 12    | Grécia (GRE)                 | 0               | 1                | 0                 | 1     |
| 12    | Emirados Árabes Unidos (UAE) | 0               | 1                | 0                 | 1     |
| 15    | Tailândia (THA)              | 0               | 0                | 2                 | 2     |
| 16    | França (FRA)                 | 0               | 0                | 1                 | 1     |
| 16    | Laos (LAO)                   | 0               | 0                | 1                 | 1     |
| 16    | Malásia (MAS)                | 0               | 0                | 1                 | 1     |
| 16    | Coreia do Sul (KOR)          | 0               | 0                | 1                 | 1     |
| 16    | Síria (SYR)                  | 0               | 0                | 1                 | 1     |
| Total | Total                        | 20              | 20               | 20                | 60    |